# Paradoxul lui Cramer

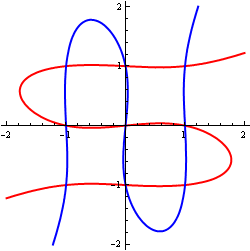
Curbe cubice care se intersectează în 9 puncte

În matematică paradoxul lui Cramer sau paradoxul Cramer–Euler este afirmația că numărul de puncte de intersecție în plan a două curbe plane de ordin superior poate fi mai mare decât numărul de puncte arbitrare care sunt de obicei necesare pentru a defini o astfel de curbă. Este numit astfel după matematicianul Gabriel Cramer.
Acest fenomen pare paradoxal deoarece punctele de intersecție nu reușesc să definească în mod unic niciuna din curbe (acestea aparțin la cel puțin două curbe diferite) în ciuda numărului lor mare. Este rezultatul unei înțelegeri naive sau al unei aplicări greșite a două teoreme:
- Teorema lui Bézout, care afirmă că numărul de puncte de intersecție a două curbe algebrice⁠(d) este egal cu produsul gradelor lor, cu condiția să fie îndeplinite anumite condiții necesare. În special, două curbe de grad {\displaystyle n} au în general {\displaystyle n^{2}} puncte de intersecție.
- Teorema lui Cramer, care afirmă că o curbă de gradul {\displaystyle n} este determinată de {\displaystyle n(n+3)/2} puncte, presupunând din nou că anumite condiții sunt valabile.

Pentru orice {\displaystyle n\geq 3}, {\displaystyle n^{2}\geq n(n+3)/2}, deci ar părea naiv că pentru gradul trei sau mai mare intersecția dintre două curbe ar avea suficiente puncte pentru a defini oricare dintre curbe în mod unic. Însă, deoarece aceste puncte aparțin ambelor curbe, ele nu definesc o curbă unică de acest grad. Concluzia în urma paradoxului este că limita de {\displaystyle n(n+3)/2} pentru numărul de puncte necesare pentru a defini o curbă se aplică numai punctelor din poziția generală. În anumite cazuri de degenerare, {\displaystyle n(n+3)/2} puncte nu sunt suficiente pentru a determina o curbă într-un mod unic.

## Istoric
Paradoxul a fost publicat pentru prima dată de Colin Maclaurin. Cramer și Leonhard Euler au corespondat asupra paradoxului în scrisorile din 1744 și 1745, iar Euler i-a explicat problema lui Cramer. A devenit cunoscut sub numele de paradoxul lui Cramer după ce a apărut în cartea sa din 1750, Introduction à l’analyse des lignes courbes algébriques, deși Cramer l-a citat pe Maclaurin ca sursă a declarației. Aproximativ în același timp Euler a publicat exemple care arată o curbă cubică care nu a fost definită în mod unic de 9 puncte și a discutat problema în cartea sa Introductio in analysin infinitorum. Rezultatul a fost publicat de James Stirling și explicat de Julius Plücker.

## Paradoxul nu apare la drepte și conice nedegenerate
Pentru curbele de ordinul întâi (adică drepte) paradoxul nu apare, deoarece {\displaystyle n=1}, deci {\displaystyle n^{2}=1<n(n+3)/2=2.} În general, două drepte diferite se intersectează într-un singur punct, cu excepția cazului în care au pantă egală, caz în care nu se intersectează deloc. Un singur punct nu este suficient pentru a defini o dreaptă (sunt necesare două). Prin punctul de intersecție trec nu numai cele două drepte date, ci și un număr infinit de alte drepte.
Două conice nedegenerate se intersectează în cel mult patru puncte finite din planul real, care este mai puțin decât cele nouă date ca maxim de teorema lui Bézout. Totuși, sunt necesare cinci puncte pentru a defini o conică nedegenerată, deci din nou în acest caz nu există paradoxul.

## Exemplul lui Cramer pentru curbe cubice
Într-o scrisoare către Euler, Cramer a subliniat că curbele cubice {\displaystyle x^{3}-x=0} și {\displaystyle y^{3}-y=0} se intersectează în exact nouă puncte. Prima ecuație definește trei drepte verticale {\displaystyle x=-1}, {\displaystyle x=0} și {\displaystyle x=1} și, similar, a doua ecuație definește trei drepte orizontale; aceste drepte se intersectează într-o grilă de nouă puncte. Prin urmare, nouă puncte nu sunt suficiente pentru a determina în mod unic o curbă cubică în cazuri degenerate ca acestea.

## Rezolvare
O ecuație în două variabile de gradul n are {\displaystyle 1+n(n+3)/2} coeficienți, dar setul de puncte descris de ecuație se conservă dacă ecuația este împărțită cu unul dintre coeficienți, formând un coeficient egal cu 1 și doar {\displaystyle n(n+3)/2} coeficienți pentru a caracteriza curba. Fiind date {\displaystyle n(n+3)/2} puncte {\displaystyle (x_{i},\,y_{i}),}, fiecare dintre aceste puncte poate fi folosit pentru a genera o ecuație independentă prin substituirea acestora în ecuația polinomială generală de gradul n, dând {\displaystyle n(n+3)/2} ecuații liniare cu {\displaystyle n(n+3)/2} coeficienți necunoscuți. Dacă acest sistem este nedegenerat (are un determinant diferit de zero), coeficienții necunoscuți sunt determinați în mod unic, prin urmare ecuația polinomială și curba ei sunt determinate în mod unic. Dar dacă acest determinant este zero, sistemul este degenerat și punctele pot fi pe mai mult de o curbă de gradul n.